# Бёцогё, Дорина
Дорина Бёцогё (венг. Böczögő Dorina, родилась 15 февраля 1992 в Орошхазе) — венгерская гимнастка, пятикратная обладательница титула гимнастки года в Венгрии. 18-кратная чемпионка Венгрии.

## Спортивная карьера

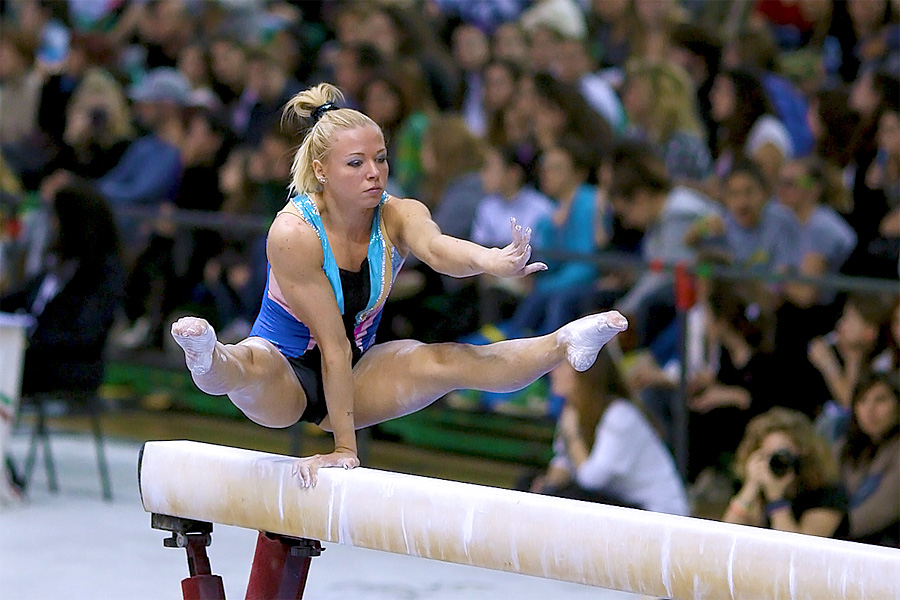
2013

На международной арене появилась в 2006 году на чемпионате Европы, заняв 12-е место на брусьях. На чемпионате мира появилась в 2007 году, и несколько её достижений до сих пор остаются лучшими в её карьере. На Олимпиаде 2008 года выступала в командном первенстве (в смешанной команде), однако не попала в финал, а в многоборье заняла только 52-е место. На чемпионате Европы в Клермон-Ферране лучшим достижением стало 12-е место в опорном прыжке.
В 2009 году она снова выступила на чемпионате мира, но не прошла в финал. Чемпионат Европы 2010 года пропустила из-за травмы. Лучшим достижением на чемпионате мира в Берлине стало 21-е место в опорном прыжке. В 2012 году в тестовых предолимпийских соревнованиях завоевала заветную путёвку на Олимпиаду в многоборье и опорных прыжках. На чемпионате Европы добилась 14-го места в командном первенстве, 8-го в прыжках и 17-го в многоборье. На Олимпиаде не попала в финал многоборья и опорных прыжков (49-е и 17-е место соответственно).